# Netsprint
Netsprint – spółka będąca częścią Grupy Netsprint należącej do holdingu Dirlango oraz funduszu Innova Capital.
Pod tą samą nazwą funkcjonowała także wyszukiwarka internetowa opracowana przez firmę XOR Internet z Warszawy w 2000 roku, rozwijana przez spółkę Netsprint.pl do 2012 roku.
Netsprint była wyszukiwarką zasobów polskiego internetu i zasobów poszczególnych witryn. W Polsce poza serwisem Netsprint.pl można było z tego silnika korzystać na portalu Wirtualna Polska. Od początku czerwca 2012 roku Wirtualna Polska zrezygnowała ze współpracy z NetSprint. W związku z tą zmianą, wyszukiwarka po pewnym czasie przestała być dostępna w dotychczasowej formie na stronie netsprint.pl. Była dostępna tylko dla klientów w modelu white label.
Według danych serwisu ranking.pl w kategorii „udział w rynku silników wyszukiwarek” w okresie 16 listopada do 22 listopada 2004 roku z Netsprint korzystało około 19% polskich internautów.

## Historia wyszukiwarki
W 2000 roku dochodzi do spotkania Bartłomieja Steczowicza, Tomasza Mazuryka, Tomasza Skalczyńskiego i Kamila Nagrodzkiego. Ostatni dwaj to programiści, którzy uczestniczyli przy tworzeniu księgarni internetowej merlin.pl. Cała czwórka zakłada spółkę XOR Internet, w której każdy z nich posiadać będzie po 25% udziałów. Celem spółki jest uruchomienie polskiej wyszukiwarki zasobów internetu. Nazwę Netsprint wymyślił Bartłomiej Steczowicz. Założyciele spółki zapraszają do współpracy Artura Banacha.
Pierwsze wdrożenie wyszukiwarki NetSprint miało miejsce w 2000 roku na portalu Hoga.pl. NetSprint już wówczas indeksował 4 mln dokumentów. W rankingu PC World Komputer w lutym 2001 roku NetSprint został uznany za najlepszą wyszukiwarkę w Polsce.
W 2001 roku miało miejsce uruchomienie serwisu NetSprint.pl oraz stworzenie sieci ok. 140 serwisów lokalnych korzystających z wyszukiwarki NetSprint, którą wyposażono wówczas w funkcję wyświetlania linków sponsorowanych.
We wrześniu 2005 r. został wdrożony nowy algorytm wyszukiwania NetSprint o nazwie: Traffic Index. Wykorzystuje on m.in. informacje o ruchu na kilkuset tysiącach domen internetowych (na podstawie danych dostarczanych przez Gemius).
Wyszukiwarka NetSprint oferuje, oprócz przeszukiwania WWW, dostęp do danych teleadresowych konkretnych firm pochodzących z bazy 1 100 000 firm udostępnionej przez Panoramę Firm. Udostępnia również wyszukiwarkę aktualności, przeszukiwanie zasobów grafiki, bazy encyklopedii PWN oraz słownika 5 języków obcych.
W 2006 r., po konsultacjach z Wikimedia Polska, NetSprint zaczął prezentować informacje z Wikipedii w swojej wyszukiwarce. Równolegle firma NetSprint.pl została także członkiem wspierającym Wikimedia Polska.
W 2012 roku WP.pl zakończyła współpracę z NetSprint na rzecz Google. Po kilku miesiącach wyszukiwarka NetSprint przestała być dostępna na serwisie netsprint.pl.
W marcu 2015 roku spółka NetSprint zmieniła formę prawną na Netsprint S.A. W kwietniu 2016 roku Netsprint S.A. weszła w skład nowo powstałej Grupy Netsprint wraz z firmami LeadR, Email Network, Adrino (XI 2016) i WhitePress (XII 2016).
Obecnie w Grupie Netsprint znajdują się: LeadR, Email Network, Whitepress, Adrino, WayToGrow, Netsprint i DataTech Advisory.

## Obszary działalności Netsprint S.A. w ramach Grupy Netsprint
- content marketing: ContentStream – największa w Polsce sieć content marketingu oraz WhitePress – platforma wspomagająca działania content marketingowe oraz z obszaru influencer marketing; lider w zakresie publikacji artykułów w polskich mediach.
- performance & programmatic: Adkontekst – największa polska sieć reklamy kontekstowo-behawioralnej z własną technologią Supply Side Platform (SSP).
- personalizacja przekazu: silnik rekomendacji reklam Netsprint Adserver i silnik rekomendacji treści Related Content.
- e-commerce: dotarcie do nowych klientów i dynamiczny retargeting Adkontekst eCommerce (w tym RTB Adfocus), platforma natywnej reklamy e-commerce ProductStream oraz wyszukiwarka dla e-sklepów Netsprint Search.
- reklama mobilna – największa polska sieć reklamy na urządzenia mobilne Adrino.
- e-mailing: sieć mailingowa Email Network – 90% skrzynek mailowych w Polsce.
- generowanie leadów: agencja direct marketingu LeadR.